# Dante Gabriel Rossetti

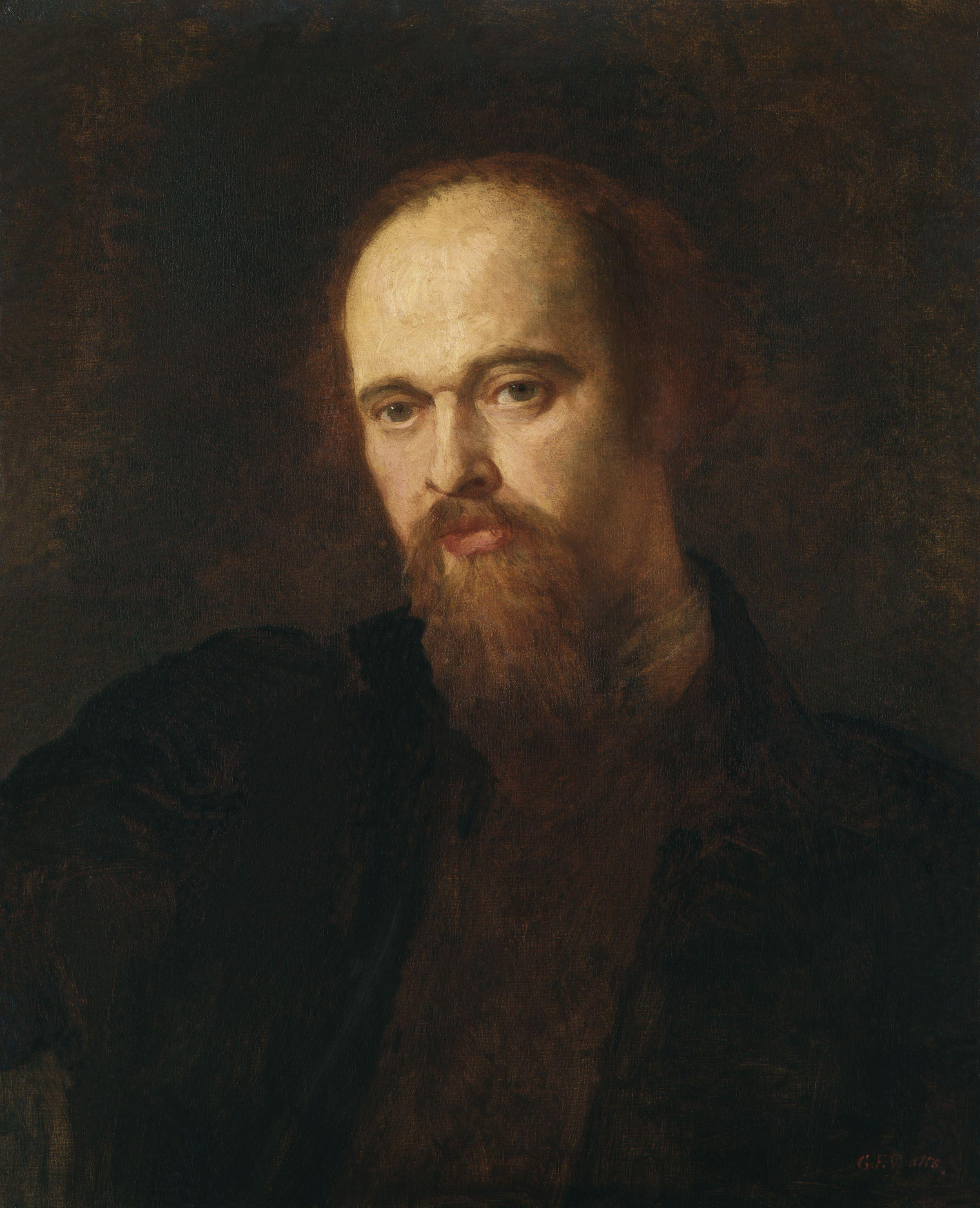
Rossetti, door George Frederic Watts (ca. 1871), National Portrait Gallery, Londen

Handtekening van Rossetti

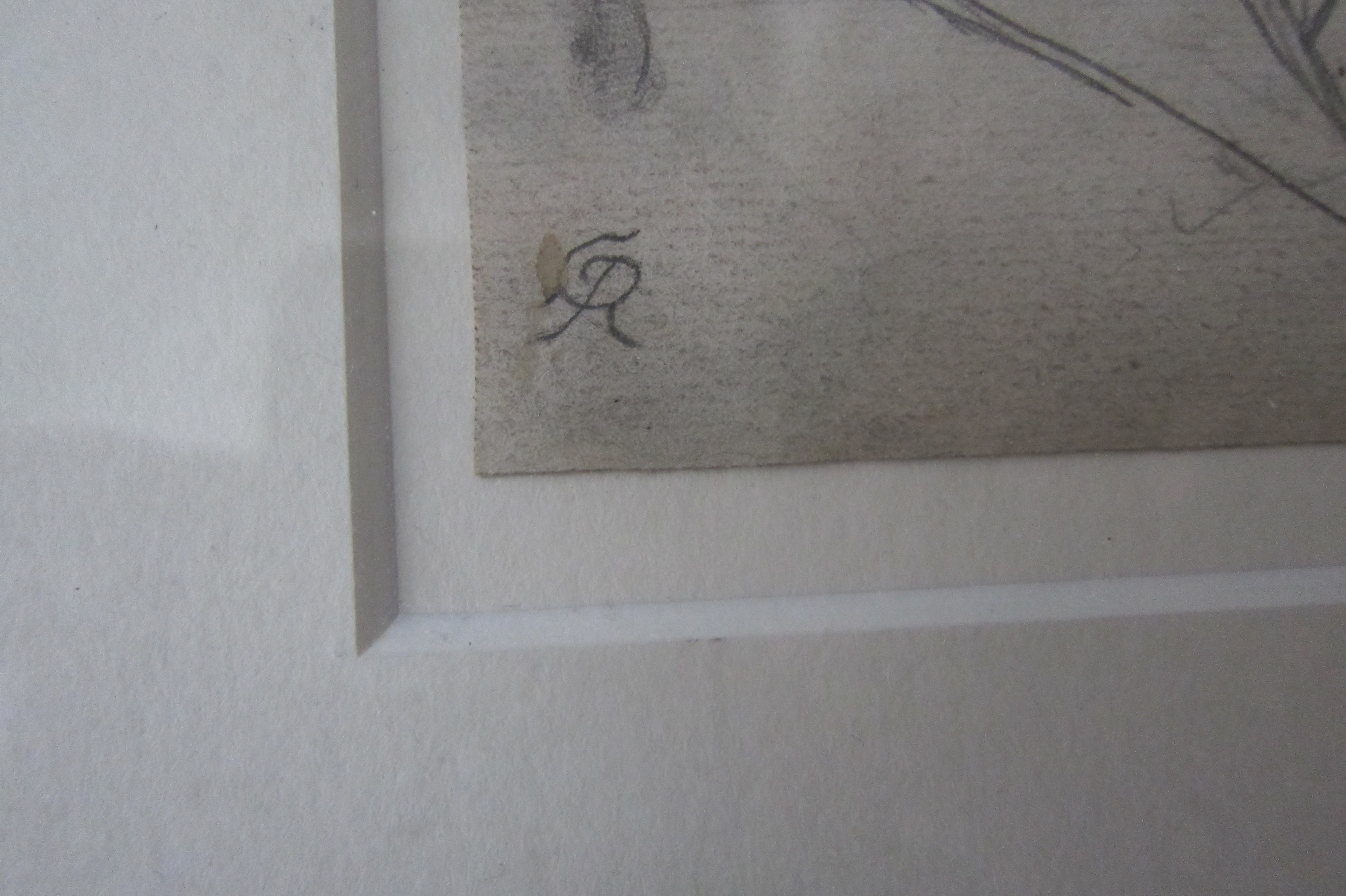
Monogram van Gabriel Rossetti, 1857-1858

Dante Gabriel Rossetti (Londen, 12 mei 1828 – Birchington-on-Sea (Kent), 9 april 1882) was een Engels dichter en kunstschilder. Hij was een van de oprichters van de Pre-Raphaelite Brotherhood.

## Leven en werk
Rossetti was de oudste zoon van de naar Groot-Brittannië uitgeweken Italiaanse dichter Gabriele Rossetti.
Rossetti (die eigenlijk Gabriel Charles Dante heette) toonde al op jeugdige leeftijd belangstelling voor literatuur, evenals zijn jongere broer en zus. Hij wilde dichter worden, maar voelde zich ook aangetrokken tot de schilderkunst en met name de middeleeuwse Italiaanse kunst. Hij kreeg zijn opleiding aan de Royal Academy in Londen. Zijn leermeesters waren Ford Madox Brown en William Holman Hunt.
Samen met Hunt en John Everett Millais stichtte hij de Pre-Raphaelite Brotherhood (Prerafaëlieten). Zijn eerste grote werk - uit 1849 - was The Girlhood of Mary Virgin, dat hij signeerde met P.R.B. (Pre-Raphaelite Brotherhood). De Prerafaëlieten streefden naar een vernieuwing van de kunst door natuurbeschouwing en door de vroege Italiaanse schilderkunst (van vóór Rafaël) als voorbeeld te nemen. Geïnspireerd door de poëzie van Dante Alighieri en de mystieke poëzie en schilderkunst van William Blake ontwikkelde hij een symbolisch-decoratieve stijl, die al de kant van de jugendstil opgaat. Op het gebied van de dichtkunst liet hij zich inspireren door John Keats. Tevens vertaalde hij werk van Dante in het Engels. Ook vertalingen uit het Frans en Duits staan op zijn naam.
In 1860 trouwde hij met Elizabeth Siddal, zijn favoriete model, die al twee jaar later stierf. Ook na haar dood zou zij onderwerp van zijn schilderijen en gedichten blijven. Latere modellen waren Fanny Cornforth, Alexa Wilding en Jane Morris, de echtgenote van William Morris, met wie hij van 1870 tot 1876 een relatie had.
Rossetti publiceerde gedichten (The Blessed Damozel, My sister's sleep, The portrait) in 'The Germ', het tijdschrift van de Prerafaëlieten, waarvan zijn broer William Michael Rossetti redacteur was en waarin ook zijn zus Christina Georgina Rossetti gedichten publiceerde. In 1870 verscheen zijn sonnettencyclus The House of Life. De Iers-Schotse kunstenaar Phoebe Anna Traquair illustreerde de vier 'Willowwood sonnetten' uit The House of Life. Later schilderde zij ook haar werk 'The Awakenings' geïnspireerd op de gehele sonnettencyclus van Rosetti. Zes sonnetten uit The house of Life werden in 1903 op muziek gezet door Ralph Vaughan Williams.
Zijn latere jaren werden overschaduwd door zijn drugsverslaving en een toenemende geestelijke achteruitgang. Hij stierf in Birchington-on-Sea, Kent.
Rossetti's monogram onderging gedurende zijn gehele kunstenaarscarrière een grondige verandering. Het is een middel om zijn werken te dateren.

## Galerij

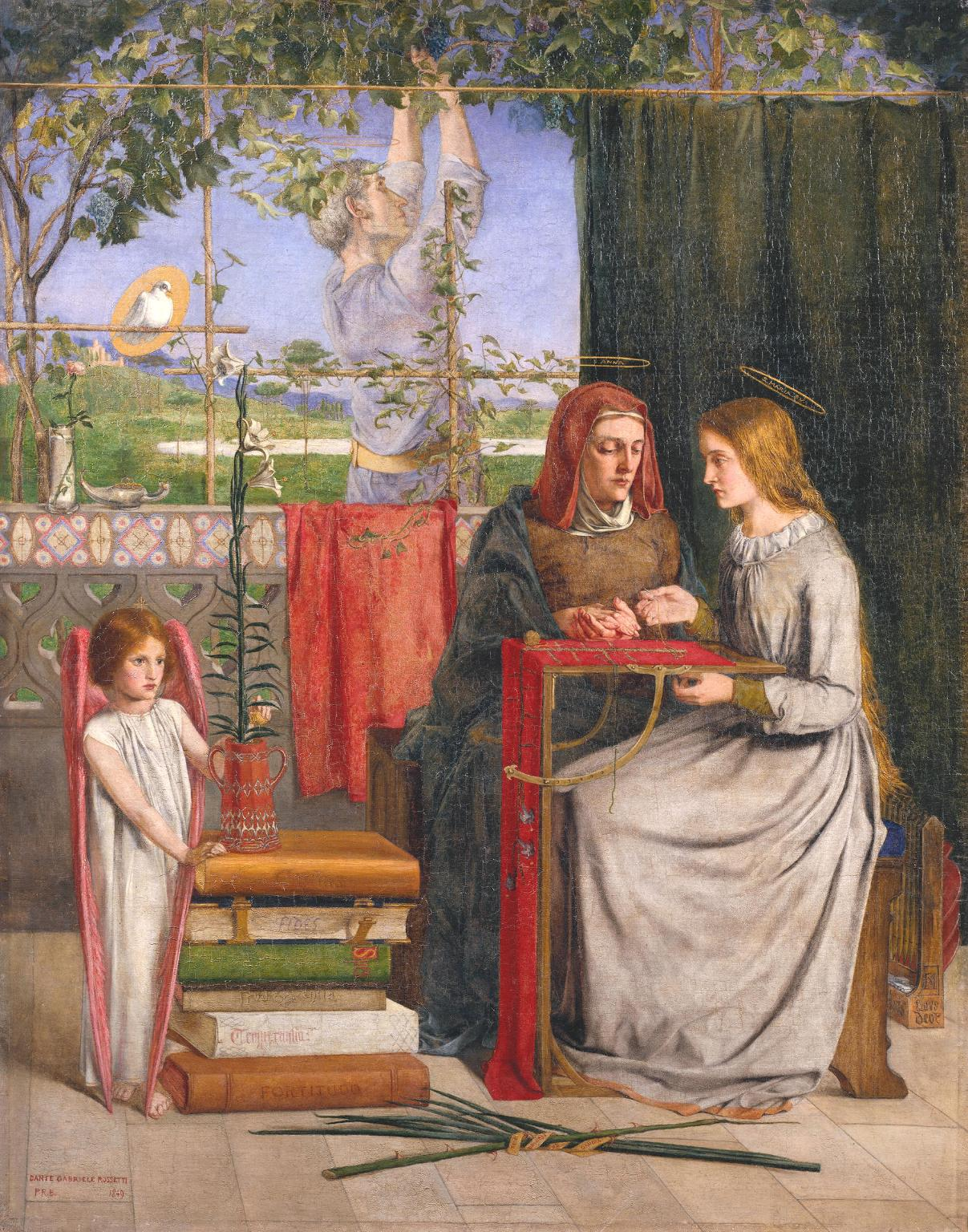
The Girlhood of Mary Virgin, 1849, Tate Gallery, Londen
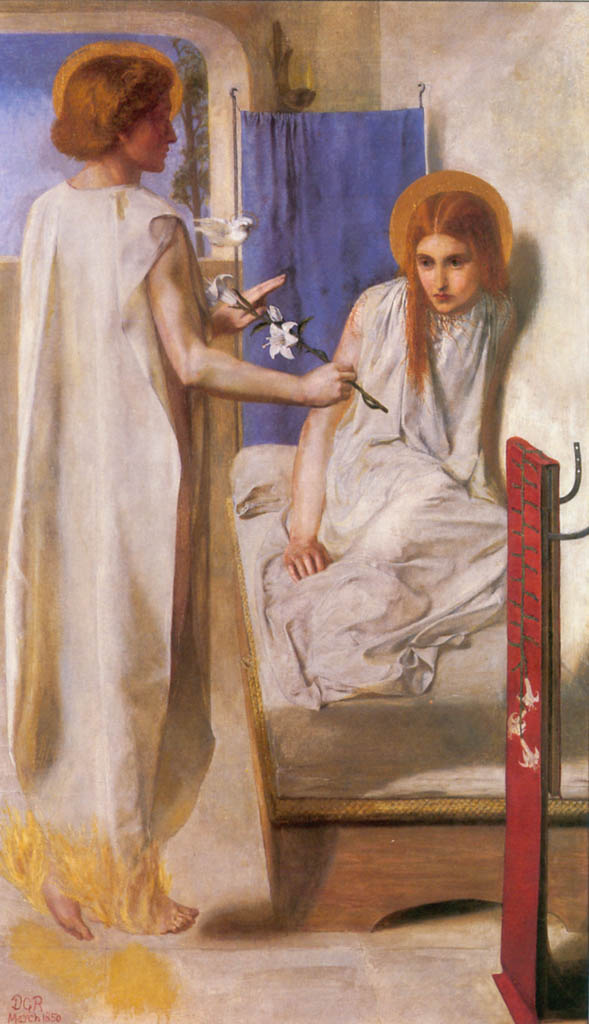
Ecce Ancilla Domini!, 1849-50, olieverf op doek, Tate Gallery, Londen
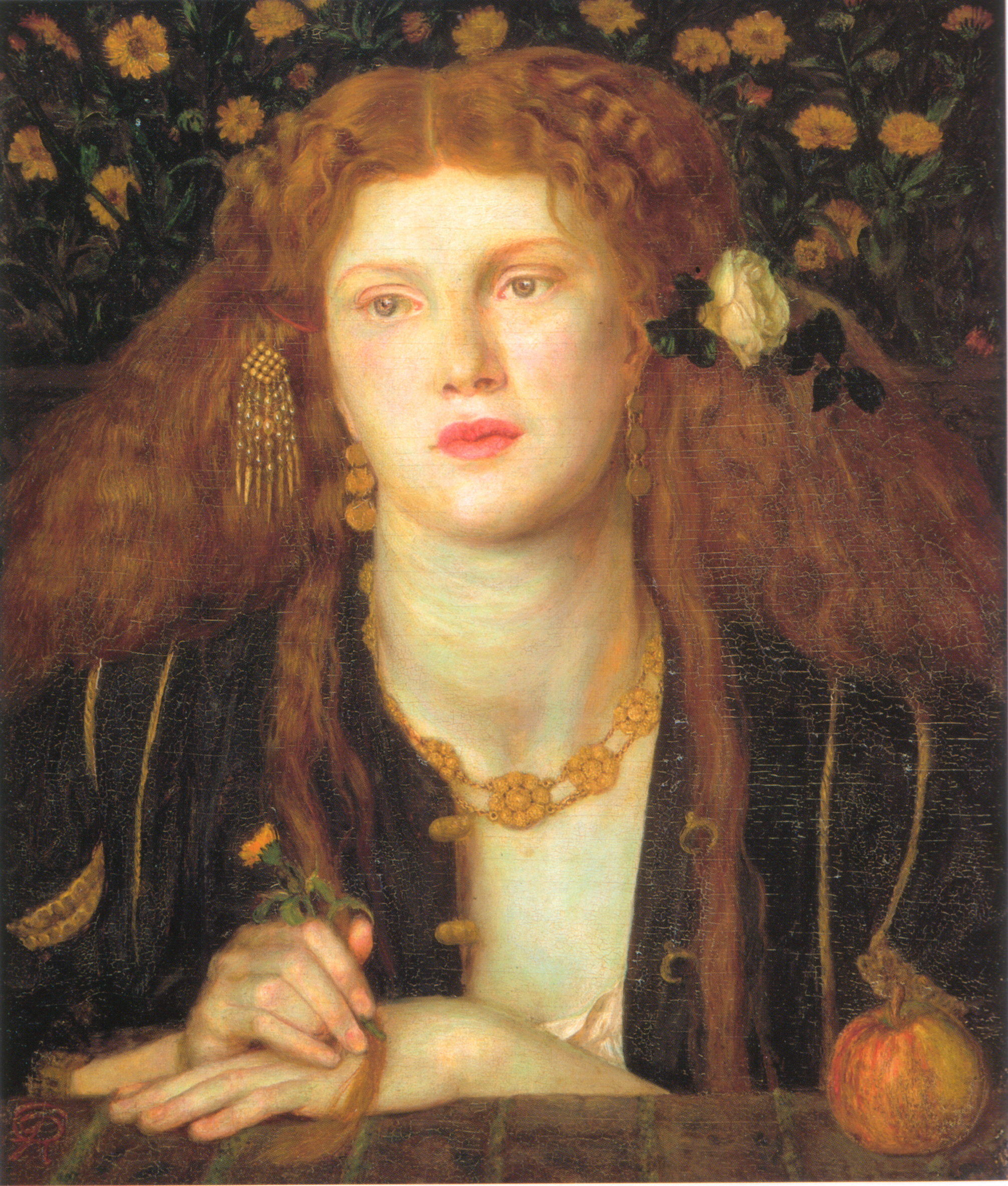
Bocca Baciata, 1859 (model: Fanny Cornforth), Museum of Fine Arts, Boston
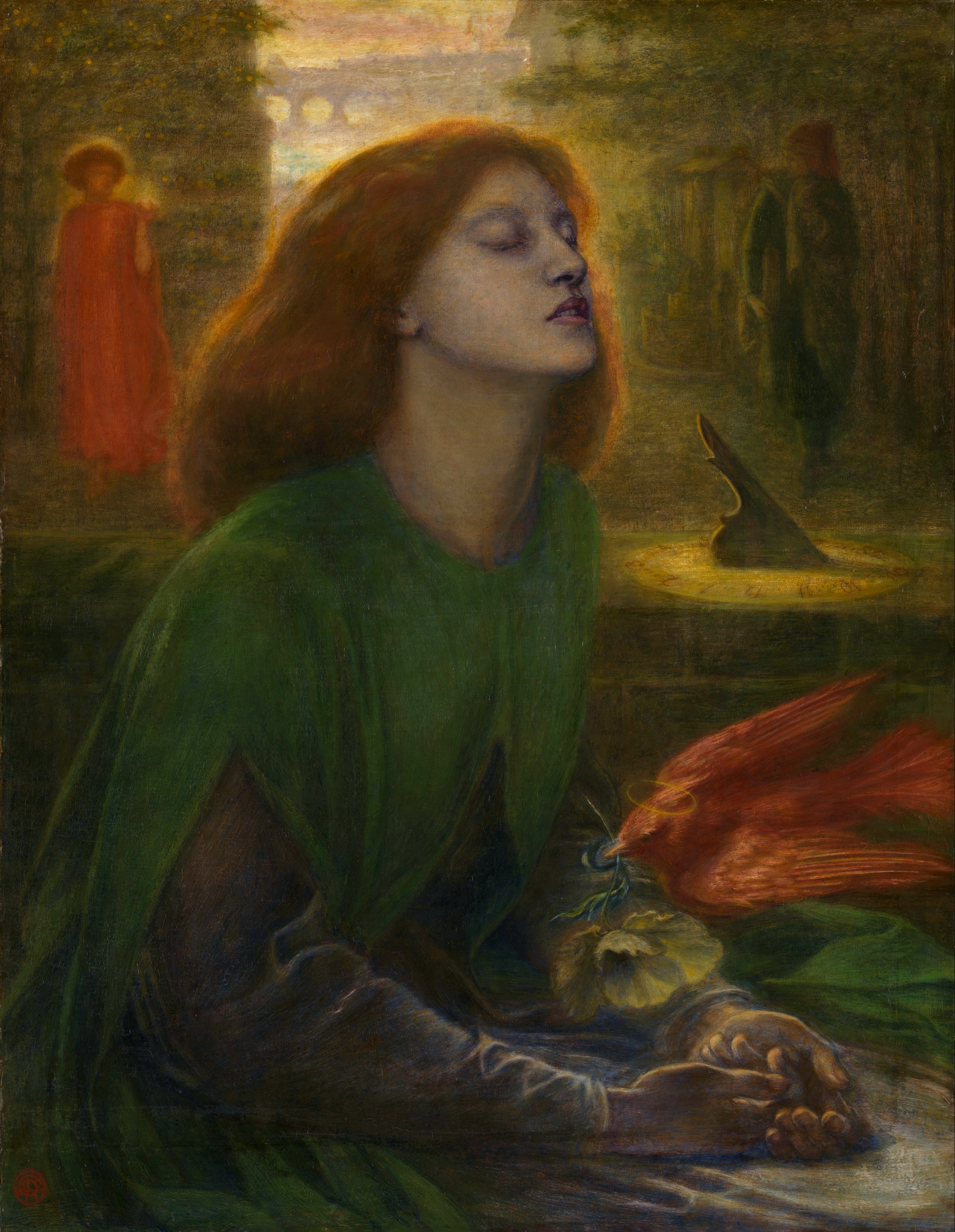
Beata Beatrix (circa 1863-1864, model: Elizabeth Siddal, geschilderd een jaar na haar dood)
Lady Lilith, 1866-1868, Delaware Art Museum
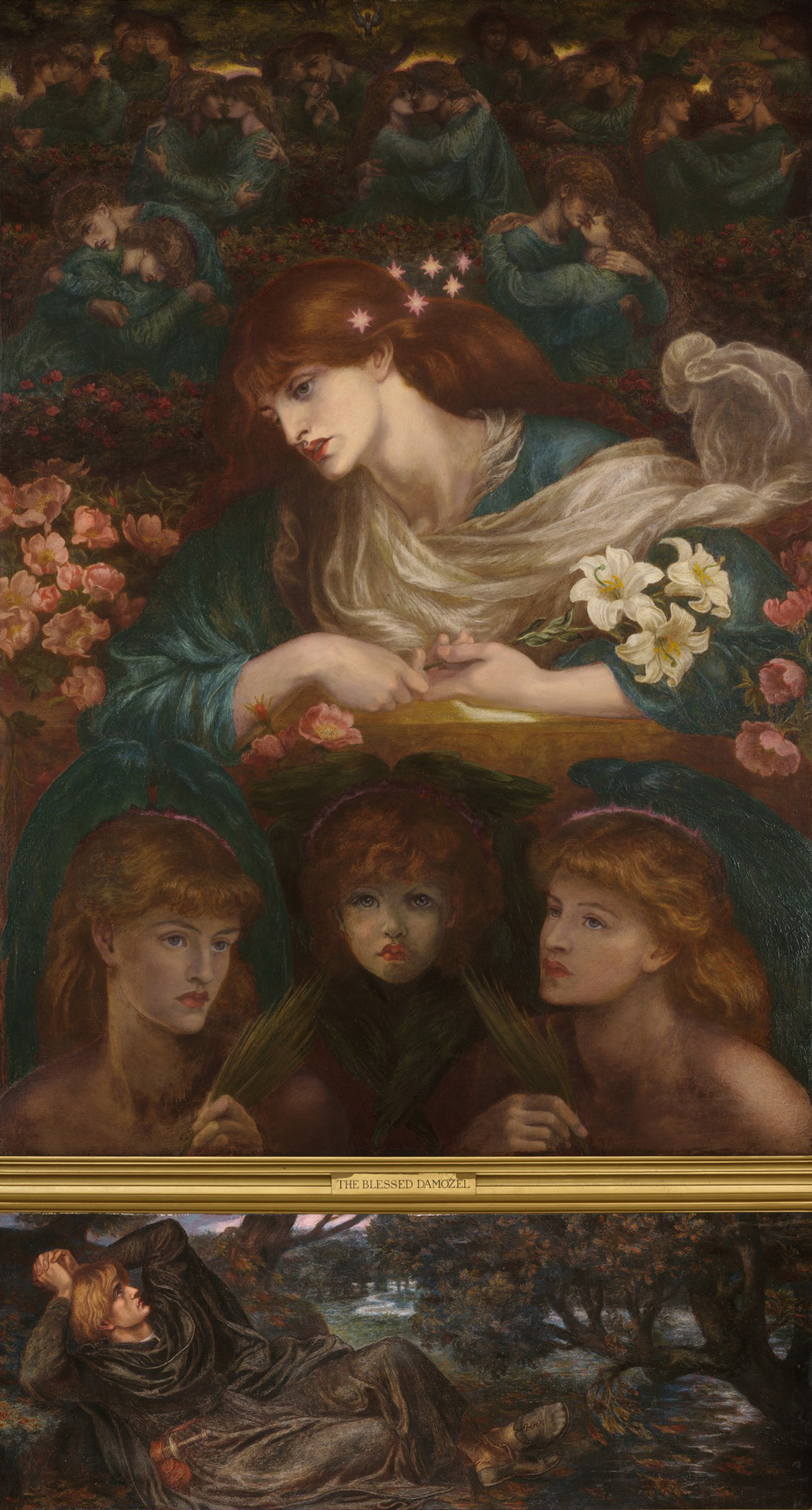
The Blessed Damozel, 1871-1878, (model Alexa Wilding), Fogg Art Museum, Cambridge MA
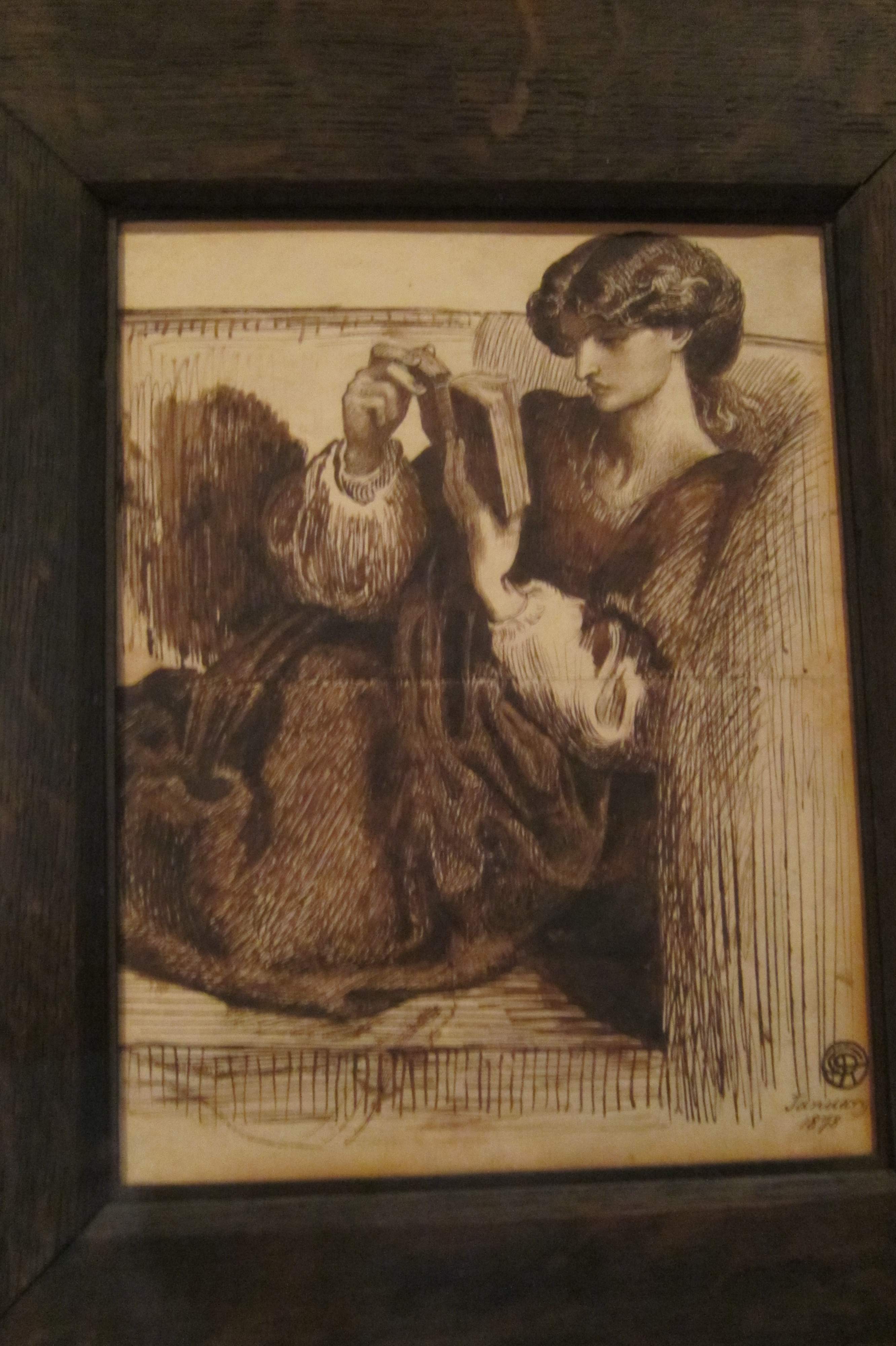
Portret van Jane Morris (Jane Burden), 1873, tekening met inkt
De Heilige Graal, 1874, (model: Fanny Cornforth)
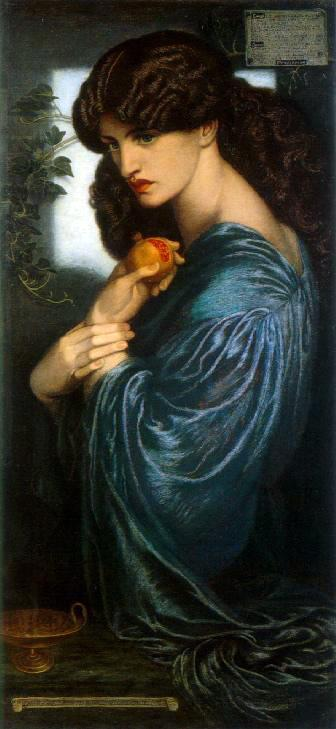
Proserpine, 1879 (model: Jane Morris), Tate Britain, Londen